# Эрминген
Эрминген (фр. Oermingen) — коммуна на северо-востоке Франции в регионе Гранд-Эст (бывший Эльзас — Шампань — Арденны — Лотарингия), департамент Нижний Рейн, округ Саверн, кантон Ингвиллер. До марта 2015 года коммуна административно входила в состав упразднённого кантона Сар-Юньон (округ Саверн).
Площадь коммуны — 14,63 км², население — 1228 человек (2006) с тенденцией к стабилизации: 1235 человек (2013), плотность населения — 84,4 чел/км².

## Население
Население коммуны в 2011 году составляло 1229 человек, в 2012 году — 1227 человек, а в 2013-м — 1235 человек.
| 1962 | 1968 | 1975 | 1982 | 1990 | 1999 | 2006 | 2008 | 2011 | 2012 | 2013 |
| ---- | ---- | ---- | ---- | ---- | ---- | ---- | ---- | ---- | ---- | ---- |
| 1561 | 1526 | 1393 | 1411 | 1315 | 1256 | 1228 | 1230 | 1229 | 1227 | 1235 |

Динамика населения:

## Экономика
В 2010 году из 870 человек трудоспособного возраста (от 15 до 64 лет) 466 были экономически активными, 404 — неактивными (показатель активности 53,6 %, в 1999 году — 54,4 %). Из 466 активных трудоспособных жителей работал 431 человек (226 мужчин и 205 женщин), 35 числились безработными (21 мужчина и 14 женщин). Среди 404 трудоспособных неактивных граждан 49 были учениками либо студентами, 71 — пенсионерами, а ещё 284 — были неактивны в силу других причин.